# 木村立哉
木村 立哉（きむら たつや、1964年 京都市 - ）は、日本の映画プロデューサー、エッセイストであり、葛飾 ホックニー（かつしか-）の名で、音楽プロデューサー、イヴェント・オーガナイザーとして「Picture Yourself Sound School」を組織、またCMディレクターの遅塚勝一とのDJトークユニット「亜湖派とかほり派 （あこはとかほりは）」のメンバーとしても活動、超絶記憶力を駆使した歌謡曲トークの名手としても知られる。演劇やサウンドドラマの脚本や原案の発表作もある。

## 来歴・人物

### 木村立哉として
1964年、京都市東山区五条坂に生まれる。曾祖父は陶芸家6代目木村清山（木村仙之助）、祖父は同7代目木村清山であり歌人の木村二瓶子、伯父は剪紙作家木村祥刀（漫画家木村光久）。その後東京都および千葉県へ転居し、千葉県立東葛飾高等学校、早稲田大学第一文学部を卒業。
1981年の高校在学中に習作の短編小説を学内で発表するとともに、8ミリ映画製作、映画上映会・鑑賞会、のちの「Picture Yourself Sound School」での活動に通じる数々のイヴェントを仕掛け、また同年、音楽批評、映画批評を書き始め、『よい子の歌謡曲』誌等に発表。大学に入学した1983年から梅本洋一に師事し、書籍編集をサポートする。大学時代の語学クラスの同級生に栗原美和子、戸田山雅司らがいる。
1991年、石井輝男監督の『ザ・ヒットマン 血はバラの匂い』に助監督としてつく。
1993年、梅本洋一責任編集『季刊カイエ・デュ・シネマ・ジャポン』誌の初期に参加する。1995年 - 1996年、アートブック『グローバル・ロコ』を主筆として編集発行・DTPデザインをこなし、同誌上で脚本家の奥寺佐渡子にマンガを執筆連載させた。 
テレビドラマにくわしいことでも知られ、1997年には『ユリイカ - 詩と批評 -』誌上に北川悦吏子論を発表したのを初めとして、同誌上にテレビドラマ時評を連載、1998年からは「TVぴあドラマ大賞」審査員を北川昌弘、小泉すみれらとともに2000年の同賞の休止までつとめ、2008年からは「Invitation Awards」（『Invitation』誌主催）テレビドラマ部門の審査員を北川昌弘らとともにつとめている。
小説家坂口安吾に関わり、1990年代初頭から安吾の妻三千代の執筆した自伝的エッセイ『クラクラ日記』の映画化を目論み、三千代や長男綱男、当時安吾の小説『白痴』映画化を企画中の手塚眞らと交流、のち2000年から安吾を偲ぶ「安吾忌」の事務局を七北数人らとつとめる。2005年、新潟市の安吾情報サイト「坂口安吾デジタルミュージアム」に企画として参加。手塚の主宰した「坂口安吾映画祭」（2006年）に協力、東京・渋谷の「シアター・イメージフォーラム」での手塚とのトークライヴに出演した。『クラクラ日記』は現在も映画化にいたっていない。
2004年、福岡で行なわれた「第49回アジア太平洋映画祭」事務局に参与として参加、2005年12月、「2005函館港イルミナシオン映画祭 第9回シナリオ大賞」審査員を崔洋一、飯田譲治、荒俣宏らとともにつとめる。「城戸賞」選考委員（2003年 - 2007年）として、和田竜、尾崎知紀、田中幸子らを発掘した。
現代美術やコンピュータテクノロジにも造詣があり、2001年 - 2002年には『サイゾー』誌に『木村立哉のアート紀行 - 現代なのか、美術なのか。』を連載、2006年には『ユリイカ - 詩と批評 -』誌上に横井軍平論を発表するほか、2006年2月、世界で初めてのナム・ジュン・パイク追悼イヴェントとなった、東京都現代美術館での「ナム・ジュン・パイク追悼・東京ミーティング」実行委員を赤瀬川原平、坂本龍一、石黒敦彦らとともにつとめた。

### 葛飾ホックニーとして
1990年代から木村立哉名義でDJとしても活動していたが、2006年6月、葛飾ホックニー名義で、DJ AOMONOYOKOCHOらと「Picture Yourself Sound School」を組織、同月27日の東京・新宿ゴールデン街の「新宿ゴールデン街劇場」での第1回をかわきりに、音楽イヴェントを主催、第2回からは、CMディレクター遅塚勝一とともに結成した「亜湖派とかほり派」として、DJトークを行なう。
同年12月には、往年のロックバンドSALLY解散20周年を記念し、同バンドのリードヴォーカル加藤喜一（現加藤キーチ）のワンマンライヴを東京・渋谷の「Shibuya eggman」で挙行、同日リリースで加藤のソロデビューシングル『東京バックサイド・ブルース』（Picture Yourselfレーベル）を音楽プロデューサーの鈴木ダイスケとともにプロデュースする。またそれに先立ち、11月にはソウル・シンチョンのカフェ「空中キャンプ」で、加藤と日野友香のゲリラライヴを鈴木とともにプロデュース。また鈴木とは、DJトークユニット「ザ・ポップ・クルセダーズ」を結成している。
翌2007年3月には、東京・池袋の「池袋小劇場」を1週間ジャック、1週間ぶっ続けのイヴェント「Picture Yourself Sound School #6 Superstar Carnival 俺たちがテレビだ!」を挙行。同年9月には、東京・中目黒の「ウッディシアター中目黒」で、オムニバス演劇イヴェント『俺たちがドラマだ!』をプロデュース、すべての脚本を監修し、そのうちの1作『セクシー・バス・ストップ』（演出遅塚勝一）では、「亜湖派とかほり派」名義で脚本を執筆した。
また「第30回城戸賞」で木村が発掘した脚本家尾崎知紀の主宰するポッドキャスト・ドラマ「耳がミケランジェロ」シリーズのなかの1作、『桜田門外の恋』（2007年、作尾崎知紀）の原案にクレジットされている。同名義で発表されたコラムに、松本隆主宰のウェブサイト「風待茶房」の「風待コラム駅伝」でのイモ欽トリオ『ハイスクールララバイ』について書いた『80年代学園ラヴソングの先駆』（2007年）がある。

## フィルモグラフィ
- ハイシェラUSA （1984年、8ミリ、未発表） 監督・撮影・プロデューサー
- ザ・ヒットマン 血はバラの匂い（1991年、監督石井輝男、東映ビデオ） 助監督
- はだかの刑事（1993年、監督村川透、黒沢直輔ほか、日本テレビ） 製作担当補
- 月はどっちに出ている（1993年、監督崔洋一、WOWOW） プロデューサー補
- 福井さんちの遺産相続（1994年、監督黒沢直輔、山田大樹ほか、関西テレビ）　製作デスク
- 人造人間ハカイダー（1995年、監督雨宮慶太、東映＝東映ビデオ＝セガ＝東北新社） プロデューサー
- 死に花（2004年、監督犬童一心、「死に花」製作委員会） プロデューサー
- 大帝の剣（2007年、監督堤幸彦、「大帝の剣」製作委員会） プロデューサー
- 神様のパズル（2008年、監督三池崇史、「神様のパズル」製作委員会） 製作委員会
- The Harimaya Bridge はりまや橋（2009年、監督アロン・ウルフォーク、日米韓合作） プロデューサー
- ぼくとママの黄色い自転車 （2009年、監督河野圭太） プロデューサー

## ディスコグラフィ
※ 葛飾ホックニー名義
- 加藤キーチ『東京バックサイド・ブルース』（Picture Yourselfレーベル、2006年）　プロデューサー

1. 『東京バックサイド・ブルース』 作詞森若香織、作曲編曲杉山洋介
2. 『BALLAD OF "G"』 作詞作曲編曲加藤キーチ
3. 『飛べないエアポート』 作詞日野友香・青木多果、作曲編曲青木多果

## テアトログラフィ
※ 葛飾ホックニー名義
- Picture Yourself Sound School #1 （2006年6月27日、DJイヴェント、新宿ゴールデン街劇場） - プロデューサー、出演
- Picture Yourself Sound School #2 （2006年7月30日、DJイヴェント、新宿ゴールデン街劇場） - プロデューサー、出演
- Picture Yourself Sound School #3 （2006年9月6日、DJイヴェント、新宿ゴールデン街劇場） - プロデューサー、出演
- Picture Yourself Sound School #4 ぎんざNOWは絶快調!! （2006年11月15日、ヴァラエティライヴショウ、新宿ロフトプラスワン） - プロデューサー、出演
- 加藤キーチ meets 日野友香 （2006年11月24日、音楽ライヴ、大韓民国ソウル・空中キャンプ） - プロデューサー
- 加藤キーチ sings SALLY （2006年12月15日、音楽ライヴ、Shibuya eggman） - プロデューサー
- Picture Yourself Sound School #5 オールスター新年会 （2007年1月30日、ヴァラエティライヴショウ、中野heavy sick ZERO） - プロデューサー、出演
- Picture Yourself Sound School #6 Superstar Carnival 俺たちがテレビだ! （2007年3月5日 - 11日、ヴァラエティライヴショウ、池袋小劇場） - 総合プロデューサー、出演
寸劇『タイムスリップ! 一休さん』（鈴木ダイスケ作、遅塚勝一演出）　主演（一休さん役）
- Picture Yourself Sound School #7 Allstar Festival 80年代がやってきた! （2007年4月30日、ヴァラエティライヴショウ、中野heavy sick ZERO） - プロデューサー、出演
- 俺たちがドラマだ! （2007年9月13日 - 17日、4話オムニバス演劇、ウディーシアター中目黒） - エグゼクティヴプロデューサー
脚本 （オムニバス1話『セクシー・バス・ストップ』、亜湖派とかほり派名義、遅塚勝一演出）

## ビブリオグラフィ

### 書籍
- 『よい子の歌謡曲』（「よい子の歌謡曲」編集部編、冬樹社、1983年）
- 『映画は判ってくれない』（梅本洋一著、フィルムアート社、1984年） - フィルモグラフィ作成
- 『フランソワ・トリュフォー』（梅本洋一編、芳賀書店、1985年 ISBN 4-8261-0115-5） - フィルモグラフィ作成
- 『月はどっちに出ている - 崔洋一の世界』（崔洋一ほか共著、日本テレビ出版部、1993年 ISBN 4-8203-9416-9）
- 『特撮と怪獣 - わが造形美術』（成田亨著、滝沢一穂編、フィルムアート社、1995年 ISBN 4-8459-9552-2） - 企画
- 『ケイゾク/雑誌』（相田冬二ほか共著、ぴあ、2000年）
- 『映画×音楽』（相田冬二ほか共著、音楽之友社、2000年 ISBN 4-276-23818-8）
- 『J- ROCK名盤カタログ』（駒形四郎・保母大三郎ほか共著、宝島社、2003年 ISBN 4-7966-3638-2）
- 『映画は音楽だ! ポップ・ミュージック篇』（遠山純生編、エスクァイアマガジンジャパン、2005年、ISBN 4-87295-097-6）
- 『安吾マガジン』（イーストプレス、2007年 ISBN 4-87257-747-7） - 協力
- 『映画 大帝の剣 公式ガイドブック』 （エンターブレイン、2007年 ISBN 4-7577-3519-7） - 座談会

### 論文
季刊カイエ・デュ・シネマ・ジャポン（フィルムアート社）
- 「ゲリラにとってつねに撮影所が本拠地だった - 崔洋一『月はどっちに出ている』」、No.7、1993年4月 ISBN 4-8459-9311-2
- 「もう生きることしか残されていない - ダニエル・シュミット『季節のはざまで』」、No.8、1993年11月 ISBN 4-8459-9315-5

ユリイカ - 詩と批評 -（青土社）
- 「森林鉄道は解体されながら走れるか - ジャパニメーション、その産業の現在」、特集＝ジャパニメーション!、1996年8月号 ISBN 4-7917-0004-X
- 「香港映画のつくりかた、日本映画のつくりかた。」（鈴木清文との対談と構成）、特集＝香港映画、1997年5月号 ISBN 4-7917-0015-5
- 「再生のためのあざやかなイメージ - 北川悦吏子試論」、特集＝日本映画・北野武以降、1997年10月号 ISBN 4-7917-0022-8
- 「 新しい隆起、あるいはこころの翅をのばすとき」、特集＝ボサノヴァ、1998年6月号 ISBN 4-7917-0031-7
- 「一九七八年のことなんて書けない。」、特集＝歌謡曲、1999年3月号 ISBN 4-7917-0043-0
- 「地上のあたたかい眠りのために。」、特集＝ビョークの世界、2002年1月号 ISBN 4-7917-0083-X
- 「ドアの数だけゴシック世界がある。 - ブロンテ姉妹の二一世紀」、特集＝ブロンテ姉妹 荒野の文学、2002年9月号 ISBN 4-7917-0093-7
- 「クイック・ノーツ・オン・マサムネ・クサノ - スピッツ論のための長い走り書き」、特集＝Jポップの詩学、2003年6月号 ISBN 4-7917-0106-2
- 「生きるということと、あたたかさの記憶。 - 宮崎駿のなかにいる「労働」と「仲間」」、特集＝宮崎駿とスタジオジブリ、2004年12月号 ISBN 4-7917-0127-5
- 「競争のない世界、枯れた技術の水平思考 - 指と手のひらから世界へ」、特集＝任天堂、2006年6月号 ISBN 4-7917-0147-X
- 「映画は女の子たちのもの」、特集＝監督系女子ファイル、2006年12月号 ISBN 4-7917-0156-9

### 雑誌
- よい子の歌謡曲（「よい子の歌謡曲」編集部）
- 季刊カイエ・デュ・シネマ・ジャポン （フィルムアート社）
- グローバル・ロコ （連載エッセイ『ロコ・ポリティーク』、美術作品『今月の田山花袋』ほか、川崎ビール工場） - 編集・DTP
- 月刊ウインド （連載『眠れない夜、君のせいだよ』、新潟・市民映画館シネ・ウインド）
- ユリイカ - 詩と批評 - （連載『ワールド・カルチュア・マップ - 日本』テレビドラマ時評、青土社）
- TVぴあ （「TVぴあドラマ大賞」審査員ほか、ぴあ）
- 鳩よ! （連載『歌謡クイック・ノート』、マガジンハウス）
- Weeklyぴあ （ぴあ）
- Composite （報雅堂）
- サイゾー （連載『木村立哉のアート紀行 - 現代なのか、美術なのか。』、インフォバーン）
- ハイファッション（文化出版局）
- R25 （リクルート）
- Invitation （DVD/テレビドラマレヴューページ・レギュラー、ぴあ）